# Pentekostalizm w Etiopii
Pentekostalizm w Etiopii – społeczność zielonoświątkowców w Etiopii obejmująca kilka milionów wiernych i będąca częścią ruchu protestanckiego w Etiopii. Podobnie jak i w innych krajach pentekostalizm w Etiopii jest podzielony na wiele denominacji, a do największych należą: Etiopski Kościół Apostolski, Kościół Pełnej Ewangelii Mulu Wengel, Zielonoświątkowy Kościół Świętości i Heywet Birhane (Zbory Boże).

## Historia
Etiopski pentekostalizm nie ma amerykańskich korzeni, ale został rozpoczęty przez fińskie i szwedzkie misje zielonoświątkowców, które weszły do kraju w latach 50. XX wieku. W chwili ich przybycia wiele innych ugrupowań protestanckich i ewangelicznych miało już ugruntowaną pozycję w kraju i prowadziły własne kościoły, zwłaszcza Ewangeliczny Kościół „Kale Heywet”.
Pierwszymi zielonoświątkowymi misjonarzami z długoletnią obecnością w Etiopii było fińskie małżeństwo Anna-Liisa i Sanfrid Mattson, którzy przybyli do Addis Abeba w 1951 roku. Otworzyli szkołę zawodową w mieście Wolmera około 35 km na zachód od stolicy. Druga grupa misjonarzy przybyła ze Szwecji i rozpoczęła szereg inicjatyw misyjnych w 1959 roku. Najważniejszą z nich była praca szwedzkiej misji z Kościoła Filadelfia założonej w południowo-wschodnim mieście Awasa w 1960 r. Ruch zielonoświątkowy nabrał rozpędu w połowie lat sześćdziesiątych, a wielu młodych Etiopczyków twierdziło, że doświadczyło głównego doświadczenia zielonoświątkowego: chrztu w Duchu Świętym.
Etiopscy zielonoświątkowcy zazwyczaj dopatrują się pierwszego rozprzestrzenienia praktyki zielonoświątkowej w Etiopii, tzw. „wstępnego wylania” chrztu Duchem Świętym w głoszeniu kenijskiego ewangelisty na szwedzkich i fińskich spotkaniach przebudzeniowych. Od 1963 do 1966 r. doświadczenia i praktyki zielonoświątkowe rozprzestrzeniły się na niezależne grupy modlitewne w całym kraju, zwłaszcza w Instytucie Kształcenia Nauczycieli w Harer, w szkole średniej w Nazret i wśród studentów uniwersytetu w Addis Abeba.
Szereg tych inicjatyw zbiegło się w Addis Abeba i doprowadziły do powstania w 1967 r. Kościoła Pełnej Ewangelii Mulu Wengel (FGBC). W tym czasie etiopski ruch zielonoświątkowy napotkał swój pierwszy podział doktrynalny, kiedy jeden z ewangelistów połączył siły z jednościowcami z USA, a następnie założył Etiopski Kościół Apostolski.
W 1974 r. doszło do kolejnego podziału doktrynalnego kiedy pewna grupa zaczęła bardziej podkreślać egzorcyzmy niż wcześniej i utrzymywała, że nawet chrześcijanie napełnieni Duchem Świętym mogą zostać opętani przez demony. Zostali zmuszeni do opuszczenia kościoła FGBC i założyli Gospel Deliverance Church. W 1977 roku FGBC otrzymało od miasta ziemię i w październiku 1978 r. otworzyło swój pierwszy własny budynek kościelny.

### Prześladowania
Pomiędzy 1972 a 1974 rokiem zielonoświątkowcy doznali znacznego ucisku, w tym masowych aresztowań, znęcania się fizycznego, publicznego zniesławienia i lokalnej mobilizacji przeciwko nim. 27 sierpnia 1972 r. doszło do aresztowania przez rząd około 250 czcicieli, gdy domagali się zalegalizowania swojej działalności. Aresztowane osoby oskarżono o nielegalne zgromadzanie się, a ci którzy przyznali się do winy, zostali ukarani grzywną, podczas gdy inni, którzy nalegali na ich prawo do spotkań, zostali skazani na 6 miesięcy pozbawienia wolności.
Rewolucja z 1974 r. obalająca cesarza Haile-Selassie przyniosła ulgę zielonoświątkowcom, ponieważ w pierwszych latach propagowała wolność religii. Jednak po „Czerwonym Terrorze” w 1978 r. i konsolidacji reżimu Derg pod rządami Mengystu Hajle Marjam, kościoły zielonoświątkowe ponownie były przedmiotem masowych prześladowań religijnych i ponownie zorganizowały swoją pracę głównie w małych i tajnych strukturach komórkowych.
Misja Szwedzka zaprosiła przedstawicieli różnych kongregacji na coroczne spotkanie misyjne w Awasie w 1975 r. Tam podjęto decyzję utworzyć Etiopski Kościół Heywet Birhane, z siedzibą w Addis Abebie. Jednak i ich wniosek o rejestrację ugrupowania został odrzucony, a w 1978 r. szwedzcy misjonarze zostali zmuszeni do opuszczenia Prowincji Kaffa, a kościoły zostały zamknięte. Rok później zamknięto też kościół w Addis Abebie. Stacja misyjna i kościół w Awasie były kontynuowane aż do roku 1983, gdy nieruchomość przejął rząd. Fińska misja przyjęła nazwę Ethiopian Genet Church, a jej misjonarze także zostali zmuszeni do opuszczenia kraju w 1978 roku.
Silne represje wobec zielonoświątkowców i ich względnie wyzywający stosunek do władzy spowodowały powstanie stabilnych podziemnych struktur kościelnych i znaczy wzrost Kościoła. Gdy w 1991 roku Etiopia miała nowy rząd, zaczęto dostrzegać zwiększoną miarę pluralizmu religijnego. Na podstawie Konstytucji wprowadzono wolność religijną, oddzielono religię od państwa i nakazano rejestrację wszystkich organizacji religijnych. Zwiększona obecność wspólnot protestanckich na obszarach Etiopskiego Kościoła Ortodoksyjnego doprowadziła do wielu starć i zamieszek, w których siły rządowe zwykle chroniły zgromadzenia protestanckie.

## Wzrost
W spisie z 1984 r. 2,1 mln osób określiło się jako protestanci, co stanowiło 5,5% ogółu ludności. Do 1994 r. liczba ta wzrosła ponaddwukrotnie do 5,4 mln, czyli 10,2%. Do 2007 r. protestanci znów się podwoili wzrastając do 13,7 mln osób, czyli 18,5% populacji. Większość tego wzrostu pojawia się kosztem Kościoła prawosławnego, którego udział spadł z 54,0% w 1984 r. do 43,5% w 2007 r.

## Ruch charyzmatyczny
Prawie wszystkie kościoły protestanckie są obecnie głęboko pod wpływem zielonoświątkowego lub charyzmatycznego chrześcijaństwa i przyjęły główne nauki zielonoświątkowe w swoich stwierdzeniach teologicznych i wyznaniach wiary. Na przykład baptystyczny Kale Heywet, którego organizacja założycielska Sudan Interior Mission była w latach 70. zdecydowanie anty-zielonoświątkowa, opublikował rewizję swojej deklaracji doktrynalnej z 2004 r., która zawiera terminy zielonoświątkowe, takie jak „chrzest w Duchu Świętym” i szczegółowo reguluje charyzmatyczne praktyki, przykładowo mówienie językami, prorokowanie czy też nakładanie rąk.
Istnieje również wiele ruchów charyzmatycznych w Etiopskim Kościele Prawosławnym. Są też całe grupy charyzmatyczne które w przeszłości opuściły Kościół prawosławny i stały się niezależnymi kościołami zielonoświątkowymi.

## Obecnie
Zdecydowana większość protestantów mieszka na południu i zachodzie Etiopii (nawet tworząc większość w niektórych regionach). Z powodu tej regionalnej dystrybucji protestantyzm w Etiopii jest bardziej zjawiskiem wiejskim niż miejskim, gdyż tylko 11,6% protestantów żyje w miastach, w porównaniu do 16,1% dla całej populacji. We wszystkich regionach Etiopii odsetek ludności protestanckiej jest większy wśród młodzieży niż wśród osób starszych.
W Ministerstwie Sprawiedliwości jest zarejestrowanych ponad 250 wyznań religijnych i kościołów, z których większość należy do ruchu zielonoświątkowego lub charyzmatycznego. Według World Christian Database w 2017 roku w Etiopii było 11,4 miliona zielonoświątkowców i charyzmatyków, i stanowili oni 11% populacji.